# Нобелова награда за икономика
Наградата за икономически науки на Шведската банка в памет на Алфред Нобел (на шведски: Sveriges Riksbanks pris i ekonomisk vetenskap till Alfred Nobels minne), често наричана „Нобелова награда за икономика“, е награда, която се присъжда всяка година за забележителни интелектуални приноси в областта на икономиката и е смятана за една от най-престижните награди за икономически изследвания. Наградата е учредена през 1968 г. от Шведската банка, най-старата централна банка в света (основана 1668)  в деня на нейната 300-годишнина. Тя не присъства в завещанието на Алфред Нобел, макар получателите ѝ да се обявяват като Нобелови лауреати на съответната церемония. На сайта на фондацията, носеща името на Алфред Нобел, изрично е отбелязано за нея, че „не е Нобелова награда“. Лауреатите по икономика получават своята диплома и златен медал от Кралство Швеция на 10 декември, на същия ден се провежда и церемонията в Стокхолм по награждаване на Нобеловите лауреати по физика, химия, физиология или медицина, литература и мир. Паричната награда е еквивалентна с тази на другите награди.
Лауреатите се избират от Шведската академия на науките, също както и наградите за химия и физика от Наградна комисия, подобна на Нобеловите комисии. 
След като в 1994 г. между наградените е и спорната личност Джон Наш, на следващата година регламентът се преразглежда, като наградата ще се отнася и до обществени науки, което разширява нейното присъждане в области като държавно право, психология и социология, което е коментирано в неговата биография. Също така комисията бива променена, за да включва и двама не-икономисти, докато преди това нейният състав е бил от петима икономисти. Все пак членовете на комисията към 2007 г. включват 4 икономиста от 5, и секретар на комисията неикономист. Хърбърт Саймън например е първият неикономист, спечелил наградата през 1978 (той има докторат по политология), но все пак неговото влияние в икономиката е известно.

## Процес на награждаване
Лауреатите по икономика, както и лауреатите на Нобелова награда за химия и физика, се избират от Кралската шведска академия на науките. Всяка година се номинират около 100 живи личности и след това комисия от петима до осмина души избират победителите. Този избор се одобрява официално. По правило най-много трима души могат да си поделят наградата всяка година. Наградата се дава на официална церемония в Стокхолм заедно с парична сума от 10 милиона шведски крони (около 2 милиона лева).

## Противоречия и критика
Съществува полемика по няколко въпроса:
1. Може ли да бъде оправдано наричането ѝ с името на Нобел, въпреки че тя не е част от неговото завещание, въз основа на приликите в процедурата по награждаването?
2. Съществуват ли някакви политически пристрастия?
3. Съществува ли някакво пристрастие към мейнстрийм икономиката и по-конкретно към представители на Чикагския университет, който е с 9 награди, най-много от всеки друг университет?
4. По-трудно ли е обективно да се номинира в обществени науки като икономика, отколкото във физика, химия, медицина, литература и мир?

Номинирането на Милтън Фридман през 1976 например е съпроводено от протести, четирима нобелови лауреати пишат протестни писма до Ню Йорк Таймс през октомври 1976.
Историкът Филип Мироуски, като проследява учредяването и присъждането на наградата, счита че критичното отношение към нея и всичко свързано с нея е напълно обосновано. Той се спира обстоятелствено на факта, че тази „ерзац-Нобелова награда“ паразитира върху престижа на автентичната и публиката умишлено бива заблуждавана.

## Нобелова награда за икономика през 2011
Томас Джей Сарджънт и Кристофър Симс са удостоени с наградата за икономика за 2011 г. за техните емпирични изследвания на причините и последиците в макроикономката. Американските икономисти са отличени за работата си по взаимодействието между различни прилагани мерки и начина, по който те могат да се отразят на икономиката. Приносът на Симс е свързан с т.нар. VAR модели и тяхната употреба в иконометрията.
Томас Сарджънт има множество други приноси. Той твърди, че не може да има добра парична политика, ако няма добра фискална политика (изключително актуално към 2012 в контекста на ЕЦБ и еврото). Има изследвания на европейския пазар на труда, в които показва как щедрите помощи за безработица и регулирането на пазара на труда водят до дълготрайно високи нива на безработица. Изказва се критично за розовите прогнози, съпътстващи стимулиращия план на Обама от 2009 (розовите прогнози така и не се сбъднаха).

## Лауреати

### 1969
| Година | Име                      | Националност           | Тема                                                                                |
| ------ | ------------------------ | ---------------------- | ----------------------------------------------------------------------------------- |
| 1969   | Рагнар Фриш Ян Тинберген | Норвегия · Нидерландия | за развитието и прилагането на динамични модели в анализа на икономическите процеси |

### 1970 – 1979
| Година | Име                               | Националност            | Тема |
| ------ | --------------------------------- | ----------------------- | --- |
| 1970   | Пол Самюелсън                     | САЩ                     | за изследователската му дейност, допринесла за развитието на статичната и динамичната икономическа теория и за активния му принос в повишаване на равнището на анализа в икономическата наука                        |
| 1971   | Саймън Кузнец                     | САЩ                     | за емпирично обоснованата интерпретация на икономическия растеж, даваща ново и по-задълбочено разбиране на икономическата и социалната структура и на процеса на развитието                                          |
| 1972   | Джон Хикс Кенет Ароу              | Великобритания · САЩ    | за пионерския си принос в теорията на общото икономическо равновесие и в теорията за благосъстоянието |
| 1973   | Василий Леонтиев                  | САЩ                     | за развитието на метода „разходи – готова продукция“ и приложението му в изследванията на важни икономически проблеми                                                                                                |
| 1974   | Гунар Мирдал Фридрих Хайек        | Швеция · Австрия        | за техния пионерен труд в областта на теорията за парите и икономическите колебания и за задълбочения анализ на взаимните връзки между икономическите, социалните и институционалните явления                        |
| 1975   | Леонид Канторович Тялинг Коопманс | СССР · САЩ              | за техния принос в теорията за оптималното разпределение на ресурсите |
| 1976   | Милтън Фридман                    | САЩ                     | за постижения в областта на анализа на потреблението, историята на паричното обращение, и за разработки на монетарната теория, а така също за демонстриране на сложността на политиката на икономическа стабилизация |
| 1977   | Бертил Олин Джеймс Мийд           | Швеция · Великобритания | за оригинален принос в теорията за международната търговия и теорията за движението на международния капитал |
| 1978   | Хърбърт Саймън                    | САЩ                     | за пионерни изследвания на процеса на вземане на решения в икономическите организации |
| 1979   | Теодор Шулц Артър Люйс            | САЩ · Великобритания    | за пионерни изследвания на проблемите на икономическото развитие, особено на проблемите на развиващите се страни |

### 1980 – 1989
| Година | Име             | Националност   | Тема |
| ------ | --------------- | -------------- | --- |
| 1980   | Лоурънс Клайн   | САЩ            | за създаването на иконометрични модели и приложение на икономическите колебания и политики                                                                |
| 1981   | Джеймс Тобин    | САЩ            | за неговия анализ на финансовите пазари и взаимовръзката им от разходните решения, употреба, продукция и цени.                                            |
| 1982   | Джордж Щиглер   | САЩ            | за неговите творчески изследвания върху индустриалните структури, функционирането на пазарите и причините и ефектите на публичното регулиране.            |
| 1983   | Джерард Дебрю   | САЩ            | за прилагането на нови аналитични методи в икономическите теории и за стриктното ремормулиране на теорията за общото равновесие                           |
| 1984   | Ричард Стоун    | Великобритания | за фундаменталния му принос към развитието на системите на държавните сметки и с това към подобряването на основите за емпирични икономически изследвания |
| 1985   | Франко Модиляни | САЩ            | за основополагащите изследвания в сферите на спестяването и на финансовите пазари                                                                         |
| 1986   | Джеймс Бюканън  | САЩ            | за развитието на договорните и конституционните основи в теорията за взимане на решения в икономиката и политиката                                        |
| 1987   | Робърт Солоу    | САЩ            | за приноса към теорията на икономическия растеж. |
| 1988   | Морис Але       | Франция        | за неговите пионерски приноси към теорията на пазарите и ефикасното използване на ресурсите.                                                              |
| 1989   | Тригве Хаавелмо | Норвегия       | за изясняването на теорията на вероятностите като основа на иконометриката и за анализите му на едновременните икономически структури                     |

### 1990 – 1999
| Година | Име                                           | Националност         | Тема |
| ------ | --------------------------------------------- | -------------------- | --- |
| 1990   | Хари Марковиц Мертън Милър Уилям Форсайт Шарп | САЩ                  | за основополагащия им труд в теорията на икономиката на финансите |
| 1991   | Роналд Коуз                                   | Великобритания       | за откриването и изясняването на важността на разходите за трансакции и на правата върху имотите за институционалната структура и функционирането на икономиката                            |
| 1992   | Гари Бекър                                    | САЩ                  | за разширяването на приложението на микроикономическия анализ върху редица проблеми на поведението на индивида и отношенията между хората, включително извън рамките на пазарните структури |
| 1993   | Робърт Фогел Дъглас Норт                      | САЩ                  | За възобновяване на изследванията по икономическа история като прилага икономическа теория и количествени методи, за да обясни икономически и институционални промени.                      |
| 1994   | Джон Харшани Джон Наш Райнхард Зелтен         | САЩ · САЩ · Германия | За техния новаторски анализ за равновесията в теорията на не-кооперативните игри. |
| 1995   | Робърт Лукас                                  | САЩ                  | Разработил и приложил хипотезата за рационалните очаквания и по този начин трансформирал макроикономическия анализ и задълбочил разбирането за икономическа политика.                       |
| 1996   | Джеймс Мирлийс Уилям Викри                    | Великобритания       | за фундаменталния им принос към икономическата теория на стимулите при информационна асиметрия                                                                                              |
| 1997   | Робърт Мъртън Майрън Шолс                     | САЩ · Канада         | за новия метод за определяне на стойността на дериватите |
| 1998   | Амартя Сен                                    | Индия                | за неговия принос към социалната икономика |
| 1999   | Робърт Мъндел                                 | Канада               | за неговия анализ на монетарната и фискална политика при различни режими на обмяна на валути и неговия анализ на оптималните валутни зони                                                   |

### 2000 – 2009
| Година | Име                                         | Националност         | Тема |
| ------ | ------------------------------------------- | -------------------- | --- |
| 2000   | Джеймс Хекман Даниел Макфадън               | САЩ                  | за развитието на теория и методи за анализиране на избрани тестови групи за развитието на теория и методи за анализиране на дискретни решения за избор |
| 2001   | Джордж Акерлоф Майкъл Спенс Джоузеф Стиглиц | САЩ                  | за техния анализ на пазари с информационна асиметрия |
| 2002   | Даниел Канеман Вернън Смит                  | Израел · САЩ         | за интегрирането на изводи от психологически проучвания в икономическата наука, особено що се отнася до човешките процеси за взимане на решения при неяснота за очакваните резултати за изобретяването на лабораторни експерименти като инструмент в емпиричния икономически анализ, особено в изучаването на алтернативни пазарни механизми |
| 2003   | Робърт Енгъл Клайв Грейнджър                | САЩ · Великобритания | за разработка на методи за анализ на икономически времеви редове с променлива по време волатилност (АРХС) или с общи тенденции (коинтеграция) |
| 2004   | Фин Ерланд Кюдланд Едуард Прескът           | Норвегия · САЩ       | за приноса им в динамичната макроикономика: постоянство на икономическата политика във времето и движещите сили зад бизнес-циклите |
| 2005   | Робърт Ауман Томас Шелинг                   | Израел · САЩ         | за приноса им в развитието на нашето разбиране за конфликтите и сътрудничеството чрез теорията на игрите |
| 2006   | Едмънд Фелпс                                | САЩ                  | за изследванията си на времевите зависимости в макроикономическата политика |
| 2007   | Леонид Хурвич Ерик Маскин Роджър Майърсън   | САЩ                  | за теорията за икономическите механизми |
| 2008   | Пол Кругман                                 | САЩ                  | за анализите му на търговските модели и центровете на икономическа активност |
| 2009   | Елинор Остром Оливър Уилямсън               | САЩ                  | за изследванията им в областта на икономическото управление |

### 2010 – 2019
| Година | Име                                               | Националност                   | Тема                                                                                     |
| ------ | ------------------------------------------------- | ------------------------------ | ---------------------------------------------------------------------------------------- |
| 2010   | Питър Дайъмънд Дейл Мортенсен Кристофър Писаридис | САЩ · САЩ · Великобритания     | за техния анализ на пазара на търсене и предлагане на пазара на труда                    |
| 2011   | Томас Джей Сарджънт Кристофър Симс                | САЩ ·                          | за техния принос в емпиричните изследвания за причината и последиците в макроикономиката |
| 2012   | Алвин Рот Лойд Шапли                              | САЩ ·                          | за теорията за стабилното разпределение и практиката на пазарното устройство             |
| 2013   | Юджийн Фама Ларс Питър Хансен Робърт Шилър        | САЩ ·                          | за техния емпиричен анализ на цените на активите                                         |
| 2014   | Жан Тирол                                         | Франция ·                      | за неговия анализ на пазарната сила и регулациите                                        |
| 2015   | Ангъс Дийтън                                      | Великобритания ·               | за неговия анализ на потреблението, бедността и социалната защита                        |
| 2016   | Оливър Харт Бенгт Холмстрьом                      | Великобритания САЩ · Финландия | за техния принос в развитието на договорната теория                                      |
| 2017   | Ричард Тейлър                                     | САЩ                            | за неговите приноси към поведенческата икономика                                         |
| 2018   | Уилям Нордхаус                                    | САЩ                            | за интегрирането на измененията в климата в дългосрочния макроикономически анализ        |
| 2018   | Пол Ромър                                         | САЩ                            | за интегрирането на техническите иновации в дългосрочния макроикономически анализ        |
| 2019   | Абхиджит Банерджи                                 | САЩ                            | за техния експериментален подход към облекчаването на световната бедност                 |
| 2019   | Естер Дюфло                                       | Франция                        | за техния експериментален подход към облекчаването на световната бедност                 |
| 2019   | Майкъл Кремър                                     | САЩ                            | за техния експериментален подход към облекчаването на световната бедност                 |

### 2020 – 2029
| Година | Име                                            | Националност                                        | Тема                                                                                     |
| ------ | ---------------------------------------------- | --------------------------------------------------- | ---------------------------------------------------------------------------------------- |
| 2020   | Пол Милгръм Робърт Уилсън                      | САЩ                                                 | за подобрения в теорията на аукционите и създаване на нови формати на аукциони           |
| 2021   | Джошуа Ангрист Гуидо Имбенс Дейвид Кард        | САЩ/ Израел САЩ/ Нидерландия Канада                 | за техните методологически приноси към анализа на причинните връзки                      |
| 2022   | Бен Бернанке Дъглас Даймънд Филип Дибвиг       | САЩ                                                 | за изследвания на банките и финансовите кризи                                            |
| 2023   | Клаудия Голдин                                 | САЩ                                                 | за подобряването на разбирането ни за резултатите на пазара на труда на жените           |
| 2024   | Дарон Аджемоглу Саймън Джонсън Джеймс Робинсън | Турция/ САЩ Великобритания/ САЩ Великобритания/ САЩ | за изследвания на начина на образуване на институциите и влиянието им върху просперитета |